# كورتني فاين
كورتني بروك فاين (من مواليد 9 أبريل 1998) هي لاعبة كرة قدم أسترالية محترفة تلعب كجناح لفريق سيدني إف سي في الدوري الأسترالي للسيدات والمنتخب الأسترالي للسيدات . يمكنها أيضًا اللعب ضهير .
ولد فاين في فيكتوريا بأستراليا، ولعب سابقًا مع فريق ويسترن سيدني واندررز وبريسجبان رور ونيوكاسل جيتس .
مثلت فاين أستراليا في مستوى أقل من 17 عامًا وتحت 20 عامًا قبل أن تظهر لأول مرة في كأس آسيا للسيدات 2022 . 

## حياتها المبكرة
ولدت فاين في 9 أبريل 1998 في شيبارتون ، فيكتوريا ، لأبوين هايدي وغاري فاين.   بدأت لعب كرة القدم في سن الخامسة مع شقيقها جايدن في مدرسة سانت جورج رود الابتدائية.   عندما كانت فاين في السابعة من عمرها، انتقلت عائلتها إلى مانجو هيل ، إحدى الضواحي الشمالية لمدينة بريسبان ، كوينزلاند .    واصلت لعب كرة القدم مع فريق Deception Bay Dragons وRedcliffe Dolphins، حيث لعبت في البداية في فريق شقيقها الأكبر.  في سن الثانية عشرة، حصلت على مكان في أكاديمية كوينزلاند للرياضة وكانت تلعب لفريق بينينسولا باور قبل التوقيع في نهاية المطاف مع فريق بريسبان رور في عام 2015.   
أثناء لعب كرة القدم قبل عام 2021، عمل فاين أيضًا كموظف في جي دي سبورت و فوتبول إن إس دابليو ، حيث عمل في أحد المستودعات وأنشأ ملاعب كرة قدم بأعلام ركنية وشباك مرمى حول المقر الرئيسي في غرب سيدني . وهي مسجلة أيضًا في درجة البكالوريوس في تكنولوجيا المعلومات .  فيما يتعلق بالعلاقة، يواعد فاين حاليًا شارلوت ماكلين، وهو أيضًا لاعب كرة قدم محترف مع نادي سيدني إف سي . 

## مسيرتها الكروية

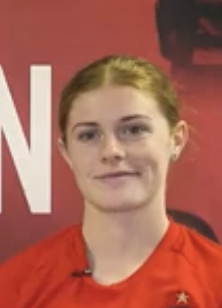
كورتني فاين

### بريسبان رور
ظهرت فاين لأول مرة مع فريق بريسبان رور في 25 أكتوبر 2015 عن عمر يناهز 16 عامًا في مباراة ضد فريق وسترن سيدني واندررز (سيدات).   شاركت في سبع مباريات مع الفريق خلال موسم الدوري الأسترالي للسيدات 2015–16 . أنهى بريسبان المركز الرابع في الموسم العادي ، ليضمن مكانًا في التصفيات.  في الدور نصف النهائي ضد بطل الموسم العادي مدينة ملبورن ، خسر الزئير 5-4 بركلات الترجيح بعد 120 دقيقة من الوقت العادي والإضافي ولم ينتج أي أهداف لأي من الجانبين. 

### نيوكاسل جيتس
انضمت فاين إلى نيوكاسل جيتس قبل موسم الدوري الأسترالي للسيدات 2017–18 .  

### غرب سيدني واندررز
في نوفمبر 2019، انضم فاين إلى فريق ويسترن سيدني واندرارز . 

### سيدني إف سي
في أغسطس 2020، انضمت فاين إلى نادي سيدني إف سي . في موسم 2020/21، شاركت في 11 مباراة وسجلت أربعة أهداف وثلاث تمريرات حاسمة. فاز فريقها بالدوري. في موسم 2021/22 التالي، ساهمت بإجمالي ستة أهداف في 10 مباريات. وفي المباراتين الفاصلتين، سجلت ثلاثة أهداف أخرى، وأصبحت هي وزملاؤها أبطالًا مرة أخرى. وحققت مع ناديها ثنائية البطولة والدوري في موسم 2022/23 ، وسجلت سبعة أهداف في 21 مباراة. 

## مسيرتها الدولية
مثل فاين أستراليا في مستوى أقل من 17 عامًا  وتحت 20 عامًا .  في يوليو 2016، سجلت هدف التعادل ضد ميانمار في بطولة آسيا لكرة القدم للسيدات 2016، حيث واصلت أستراليا صدارة مجموعتها.  في 24 يناير 2022، ظهرت لأول مرة مع المنتخب الأول ضد الفلبين في كأس آسيا للسيدات 2022 .
في يوليو 2023، تم اختيار فاين كجزء من تشكيلة ماتيلداس للمشاركة في كأس العالم للسيدات 2023 .  في أغسطس 2023، سجلت ركلة الجزاء الفائزة في الفوز بركلات الترجيح 7-6 على فرنسا، لتصعد أستراليا إلى الدور نصف النهائي من المسابقة. 
في فبراير 2024، تم الإعلان عن انسحاب فاين من الاختيار لمباريات التصفيات الأولمبية ضد أوزبكستان ، لأسباب شخصية.  تم استدعاؤها مرة أخرى إلى تشكيلة ماتيلداس للمباريات الودية ضد المكسيك في أبريل 2024، جنبًا إلى جنب مع زميلتها لاعبة نادي سيدني جادا ويمان.